# Ahigal de los Aceiteros
Ahigal de los Aceiteros è un comune spagnolo di 183 abitanti situato nella comunità autonoma di Castiglia e León.